# Nevermind: The Singles
Nevermind: The Singles är en samlingsbox av det amerikanska grungebandet Nirvana. Boxen, som släpptes i en limiterad utgåva för Record Store Day 2011, trycktes i 5 000 exemplar världen över och består av fyra stycken 10"-vinylsinglar från bandets album Nevermind.

## Innehåll

### "Smells Like Teen Spirit"
Alla låtar är skrivna och komponerade av Kurt Cobain, Krist Novoselic och Dave Grohl, om inte annat anges. 
| Nr | Titel                   | Kompositör | Längd |
| -- | ----------------------- | ---------- | ----- |
| 1. | Smells Like Teen Spirit |            | 4:30  |
| 2. | Drain You               | Cobain     | 3:43  |
| 3. | Even in His Youth       |            | 3:03  |
| 4. | Aneurysm                |            | 4:44  |

### "Come as You Are"
Alla låtar är skrivna och komponerade av Kurt Cobain, om inte annat anges. 
| Nr | Titel                      | Kompositör                          | Längd |
| -- | -------------------------- | ----------------------------------- | ----- |
| 1. | Come as You Are            |                                     | 3:41  |
| 2. | Endless, Nameless          | Cobain, Krist Novoselic, Dave Grohl | 6:44  |
| 3. | School (liveversion[a])    |                                     | 2:35  |
| 4. | Drain You (liveversion[a]) |                                     | 3:49  |

### "Lithium"
Alla låtar är skrivna och komponerade av Kurt Cobain, om inte annat anges. 
| Nr | Titel                       | Kompositör | Längd |
| -- | --------------------------- | ---------- | ----- |
| 1. | Lithium                     |            | 4:16  |
| 2. | Been a Son (liveversion[a]) |            | 2:14  |
| 3. | Curmudgeon                  |            | 2:58  |
| 4. | D7 (radioversion[b])        | Greg Sage  | 3:46  |

### "In Bloom"
Alla låtar är skrivna och komponerade av Kurt Cobain, om inte annat anges. 
| Nr | Titel                   | Längd |
| -- | ----------------------- | ----- |
| 1. | In Bloom                | 4:14  |
| 2. | Sliver (liveversion[c]) | 2:03  |
| 3. | Polly (liveversion[c])  | 2:45  |

Noteringar
- ^  Dessa inspelningar är från bandets konsert på The Dogfish Mobile Truck vid The Paramount Theatre i Seattle, Washington den 31 oktober 1991.
- ^  Denna inspelning skedde under en radiosession med John Peel på BBC den 21 oktober 1990 och sändes först den 3 november samma år.
- ^  Dessa inspelningar är från bandets konsert på Pat O'Brien Pavilion i Del Mar, Kalifornien den 28 december 1991.